# 仁川広域市民俗文化財
仁川広域市民俗文化財（インチョンこういきし みんぞくぶんかざい）は、大韓民国の文化遺産保護制度で、市道指定文化財の一つ。「衣食住・生業・信仰・年中行事などに関する風俗・慣習と、それに使用される衣服・器具・家屋などで国民生活の推移を理解するのに不可欠なもの」であり、かつ上位の国家指定文化財に指定されていないものを対象として仁川市が条例により指定する。旧名は「仁川広域市民俗資料」であり、2011年2月5日に全文改正された文化財保護法（法律第10000号）が施行され、現在の名称になる。

## 仁川広域市民俗文化財一覧
| 番号    | 登録名       | 所在地 | 管理者 |
| ------- | ------------ | ------ | ------ |
| 第001号 | 普門寺挽き臼 | 江華郡 | 普門寺 |
| 第002号 | 龍洞大井戸   | 中区   | 中区   |